# Ulocuplumab
L'ulocuplumab (MDX-1338 secondo la Denominazione Comune Internazionale) è un anticorpo monoclonale umano progettato per il trattamento di alcune neoplasie di carattere ematologico, per esempio alcune forme di leucemia. Il farmaco è stato sviluppato dalla casa farmaceutica Bristol-Myers Squibb.